# Laura Chinchilla Miranda
Laura Chinchilla Miranda (San José, 28 marzo 1959) è una politica costaricana, ex Presidente della Repubblica di Costa Rica.
Figlia di Rafael Ángel Chinchilla Fallas, controllore generale della Repubblica in due periodi (1972-1987) e Emilce Miranda Castillo. Dal 2000 è sposata con José María Rico Cueto da cui ha avuto un figlio, José María Rico Chinchilla. Prima vicepresidente della Costa Rica e ministro di Grazia e Giustizia durante la presidenza di Óscar Arias Sánchez (2006-2010). Ha lasciato l'incarico l'8 ottobre 2008, in vista dell'elezioni per la presidenza della Repubblica in cui si sarebbe presentata come candidata del Partito Liberazione Nazionale lasciando il paese senza vicepresidente. È stata eletta presidente della Repubblica il 7 febbraio 2010 per un periodo di quattro anni che ha avuto inizio l'8 maggio 2010 e termine lo stesso giorno di 4 anni dopo. Esponente del Partito Liberazione Nazionale è stata la prima donna costaricana a ricoprire quest'incarico.

## Biografia

### Attività politica
Dal 1990 ha lavorato come consulente in America Latina e in Africa per diversi organismi internazionali in materia di riforma istituzionale, con particolare enfasi sulla riforma del sistema giudiziario e la riforma della pubblica sicurezza. Tra le opere realizzate spiccano le analisi in campo giudiziario per l'Agenzia per lo Sviluppo Internazionale degli Stati Uniti (USAID); il coordinamento di studi e progetti sulla riforma del sistema giudiziario per il programma delle Nazioni Unite per lo Sviluppo (UNDP) e i valutazioni e i pareri sulla riforma della polizia per il Banco Interamericano di Sviluppo (BID).
È stata anche conferenziera in diversi forum internazionali in materia di pubblica sicurezza e di riforma della polizia. Ha preso parte a diverse iniziative che promuovevano riforme nell'ambito della sicurezza dei cittadini e diritti umani in Sudamerica, come il Comitato consultivo del Progetto di Società Civile e Pubblica Sicurezza del Washington Office in America Latina (WOLA), il dialogo centramericano della Fondazione Arias per la Pace e il Progresso Umano e la Fondazione per la Pace e la Democrazia (FUNPADEM).
Ha pubblicato diversi saggi in spagnolo e in inglese (libri, monografie, articoli) su tematiche relative all'amministrazione della giustizia, la sicurezza dei cittadini e la riforma della polizia.
Nella sua carriera politica spiccano i suoi incarichi come viceministro della Pubblica Sicurezza (1994-1996) e come ministro della Pubblica Sicurezza (1996-1998). È stata inoltre presidente del Centro Congiunto Antidroga, presidente del Consiglio Nazionale della Migrazione, membro del Consiglio Nazionale sulle Droghe, del Consiglio Nazionale di Sicurezza e del Consiglio Accademico della Scuola Nazionale di Polizia.
All'Assemblea legislativa si è interessata alla riforma giudiziaria, alla pubblica sicurezza (polizia, traffico di droga, criminalità organizzata, ecc.), alle riforme politiche e istituzionali (riforma dello Stato e riforma elettorale), al commercio, alla tecnologia e all'infanzia e alla gioventù.

### Attività di Governo 2006-2010
Al termine di una dura campagna elettorale, è riuscita a diventare vicepresidente dopo la vittoria del presidente Óscar Arias Sánchez del Partito di Liberazione Nazionale. Lei e Kevin Casas Zamora sono stati nominati vicepresidenti, rispettivamente primo e secondo. Laura Chinchilla ha fatto parte del governo guidato da Arias come ministro di Grazia e Giustizia. Il secondo vicepresidente Casas Zamora si è dimesso dal suo incarico il 22 settembre 2007 per motivi etici. Lei ha fatto lo stesso l'8 ottobre 2008 spinta da un grande movimento popolare che le ha consentito di vincere con un largo margine le elezioni presidenziali del febbraio 2010.

### Candidatura alla Presidenza
L'8 ottobre 2008, Laura Chinchilla ha rinunciato alla carica di vicepresidente e ministro della Giustizia nell'amministrazione di Óscar Arias. Il 10 ottobre 2008, dopo che il Tribunale Supremo Elettorale aveva ritirato formalmente le sue credenziali come vicepresidente, Chinchilla ha annunciato ai media il suo legittimo desiderio di correre per la presidenza della Costa Rica, e la sua pre-nomina da parte del Partito di Liberazione Nazionale. Le primarie del partito tenutesi il 7 giugno 2009, la videro vincere con una differenza superiore al 15% dal suo principale avversario, divenendo così la candidata ufficiale del PLN alla presidenza.
Durante la campagna elettorale i suoi principali avversari sono stati il candidato del Partito Azione Cittadina, Ottón Solís e quello del Movimento Libertario, Otto Guevara che ha promosso una serie di attacchi personali nei suoi confronti, del presidente della Repubblica Arias e del Partito Liberazione Nazionale.

### Vittoria elettorale
Il 7 febbraio 2010 è stata eletta presidente della Repubblica al primo turno, con quasi il 47% dei suffragi, precedendo Ottón Solís (fermo al 25%) e Otto Guevara (poco sotto il 21%).